# Analogia del rellotger
L'analogia del rellotger, en anglès: watchmaker analogy o watchmaker argument, és un argument teleològic. que mitjançant una analogia, aquest argument manifesta que un disseny implica un dissenyador. Aquesta analogia ha tingut un paper prominent en la teologia natural i l'"argument del disseny," s'ha fet servir per donar suport als arguments sobre l'existència de Déu i per al Disseny intel·ligent de l'univers. William Paley en el seu llibre publicat el 1802, Natural Theology or Evidences of the Existence and Attributes of the Deity va ser un dels que el va utilitzar.
L'any 1859 es va fer pública la teoria de la selecció natural de Charles Darwin la qual explicava el mecanisme de la diversitat biològica i proposava un argument contrari al de l'analogia del rellotger.
Als Estats Units, des de la dècada de 1960, els creacionistes han presentat versions revisades de l'analogia del rellotger per combatre els conceptes d'evolució i selecció natural.

## Argument
l'analogia del rellotger consisteix en la comparació de certs fenòmens naturals amb un rellotge. Típicament aquesta analogia es presenta com un preludi de l'argument teològic i generalment es presenta com: 
1. El complex mecanismes d'un rellotge necessita un dissenyador intel·ligent
2. Com en un rellotge, la complexitat d' X (un òrgan en concret o un organisme, l'estructura del sistema solar, la vida, l'univers, qualsevol cosa complexa) necessita un dissenyador.

En aquesta presentació, el pas primer de l'analogia del rellotge no funciona com una premissa a un argument, sinó que funciona com un aparell i un preàmbul. La seva intenció és la d'establir la plausabilitat de la premissa general : pots dir, simplement mirant a alguna cosa, quan és o quan no és el producte d'un disseny intel·ligent.